# Korunáč modrý
Korunáč modrý (Goura cristata), zvaný též korunáč chocholatý či korunáč šedomodrý, patří k největším holubům na zeměkouli. Dosahuje délky přes 70 cm a váží přes dva kilogramy (samci jsou trochu větší než samice). Obývá pralesy Západní Nové Guiney. Pohybuje se převážně po zemi, živí se ovocem a drobnými bezobratlými živočichy. Žije párovým způsobem života, hnízda si staví na stromech. Je modře a šedě zbarvený, charakteristickým znakem je chocholka z peří.
Domorodci loví korunáče na maso, proto jich ve volné přírodě ubývá. První odchov korunáče modrého v zajetí se podařil roku 1850 v pařížské Ménagerie du Jardin des plantes.

## Chov v zoo
Tento druh korunáče patří k vzácně chovaným. V září 2019 byl chován jen v 18 evropských zoo, včetně jedné české – Zoo Praha. V minulosti byl také chován v Zoo Dvůr Králové, Zoo Liberec a Zoo Plzeň.

### Chov v Zoo Praha
Počátky chovu tohoto druhu v Zoo Praha se datují do roku 1995. Ke konci roku 2018 byli chováni dva samci a jedna samice.
Od 28. září 2019 je korunáč modrý k vidění v Rákosově pavilonu pro exotické ptáky v dolní části zoo. Jde o jediné vystavené korunáče modré v českých zoo.